# Claudia Nickel
Claudia Nickel ist eine deutsche Architektin und Hochschullehrerin, die als Professorin für Gestaltung an der privaten SRH Hochschule Heidelberg lehrt.
Nickel studierte an der RWTH Aachen und an der Technischen Universität Wien Architektur, arbeitete anschließend bei verschiedenen Architekturbüros und machte sich schließlich mit einem eigenen Büro in Frankfurt am Main selbständig. Nach Lehraufträgen in Frankfurt wurde sie 2003 Professorin an der SRH Hochschule Heidelberg. Von 2009 bis 2017 wirkte sie dort auch als Studiendekanin für den Fachbereich Architektur.
Parallel zu ihrer Anstellung an der Hochschule betreibt Nickel ihr Architekturbüro in Frankfurt weiter.